# میتسوبیشی موتورز آمریکای شمالی
میتسوبیشی موتورز آمریکای شمالی (انگلیسی: Mitsubishi Motors North America) شرکت خودروسازی آمریکایی-ژاپنی است، که در سال ۱۹۸۱ توسط شرکت میتسوبیشی موتورز تأسیس شد.